# تپه حسن ۱
تپه حسن ۱ مربوط به دوره اشکانی ـ دوره ساسانی است و در شهرستان دهلران، بخش موسیان، ۳ کیلومتری ضلع شرقی شهر موسیان واقع شده و این اثر در تاریخ ۳۰ دی ۱۳۸۵ با شمارهٔ ثبت ۱۶۹۱۲ به عنوان یکی از آثار ملی ایران به ثبت رسیده است.